# Одрено
Одрено или Одрино, Одрене, Одрен, Одрано (на македонска литературна норма: Одрено) е село в Северна Македония, в община Ранковце.

## География
Селото е разположено в областта Славище в северните склонове на планината Осогово.

## История
В края на XIX век Одрено е българско село в Кратовска каза на Османската империя. Според статистиката на Васил Кънчов („Македония. Етнография и статистика“) от 1900 година Одрено е населявано от 344 жители българи християни.
Цялото християнско население на селото е под върховенството на Българската екзархия. По данни на секретаря на екзархията Димитър Мишев („La Macédoine et sa Population Chrétienne“) в 1905 година в Одрано има 328 българи екзархисти.
Според преброяването от 2002 година селото има 131 жители.
| Националност     | Всичко |
| северномакедонци | 130    |
| албанци          | 0      |
| турци            | 0      |
| роми             | 0      |
| власи            | 0      |
| сърби            | 0      |
| бошняци          | 0      |
| други            | 1      |

## Личности
Родени в Одерно
- Алекси Паунов (1843 – 1942), български революционер, опълченец[1]
- Ангел Стоянов Димитров, (1883 – след 1943), македоно-одрински опълченец, служил в 47 чета на МОО под командването на Трайко Павлов,[5][6] на 6 април 1943 година, като жител на Одрено, подава документи за българска народна пенсия, която е отпусната от Министерския съвет[6]
- Андон Алексов, македоно-одрински опълченец, 27-годишен, зидар, ІІ отделение, 2 рота на 3 солунска дружина[7]
- Богдан Георгиев (1870 – ?), български революционер от ВМОРО
- Геошо Николин, български революционер, четник на Трайко Павлов в 1914 година[8]